# Bustos, Troviscal e Mamarrosa
Bustos, Troviscal e Mamarrosa est une paroisse civile portugaise (en portugais : freguesia) de la municipalité d'Oliveira do Bairro dans le district d'Aveiro. Elle est créée en 2013, par fusion des paroisses de Bustos, Troviscal et Mamarrosa.

## Histoire
La paroisse est créée par la loi no 11-A/2013 du 28 janvier 2013 portant réorganisation administrative du territoire des freguesias, en fusionnant les paroisses de Bustos, Troviscal et Mamarrosa. Son nom officiel est União das Freguesias de Bustos, Troviscal e Mamarrosa et son siège est fixé à Bustos.

## Démographie
Lors du recensement de 2021, Bustos, Troviscal e Mamarrosa compte 6 221 habitants.